# Chip Davis
Chip Davis (15 de novembro de 1947 Hamler, Ohio) é o fundador e líder do grupo de musical Mannheim Steamroller.